# Гэй, Демиш
Демиш Гэй (англ. Demish Gaye; род. 20 января 1993) — ямайский легкоатлет, который специализируется в спринтерских дисциплинах, призер чемпионатов мира, победитель и призер континентальных соревнований.

## Биография
На чемпионате мира-2019 завоевал «серебро» в мужской эстафете 4×400 метров, и был четвертым в беге на 400 метров с личным рекордом (44,46).